# Calima-Kultur
Die präkolumbische Calima-Kultur war eine im Westen Kolumbiens verbreitete archäologische Kultur, die sich um 1600 v. Chr. entfaltete und bis zirka 1700 n. Chr. überdauerte. In der Geschichte Kolumbiens fällt sie in die Spätphase der Formativen Periode (6000 bis 1500 Jahre BP bzw. 4050 v. Chr. bis 450 n. Chr.) sowie in die Periode regionaler Entwicklung (ab 450 n. Chr.).

## Etymologie
Die Calima-Kultur wurde nach dem eponymen Río Calima benannt.

## Geographische Verbreitung

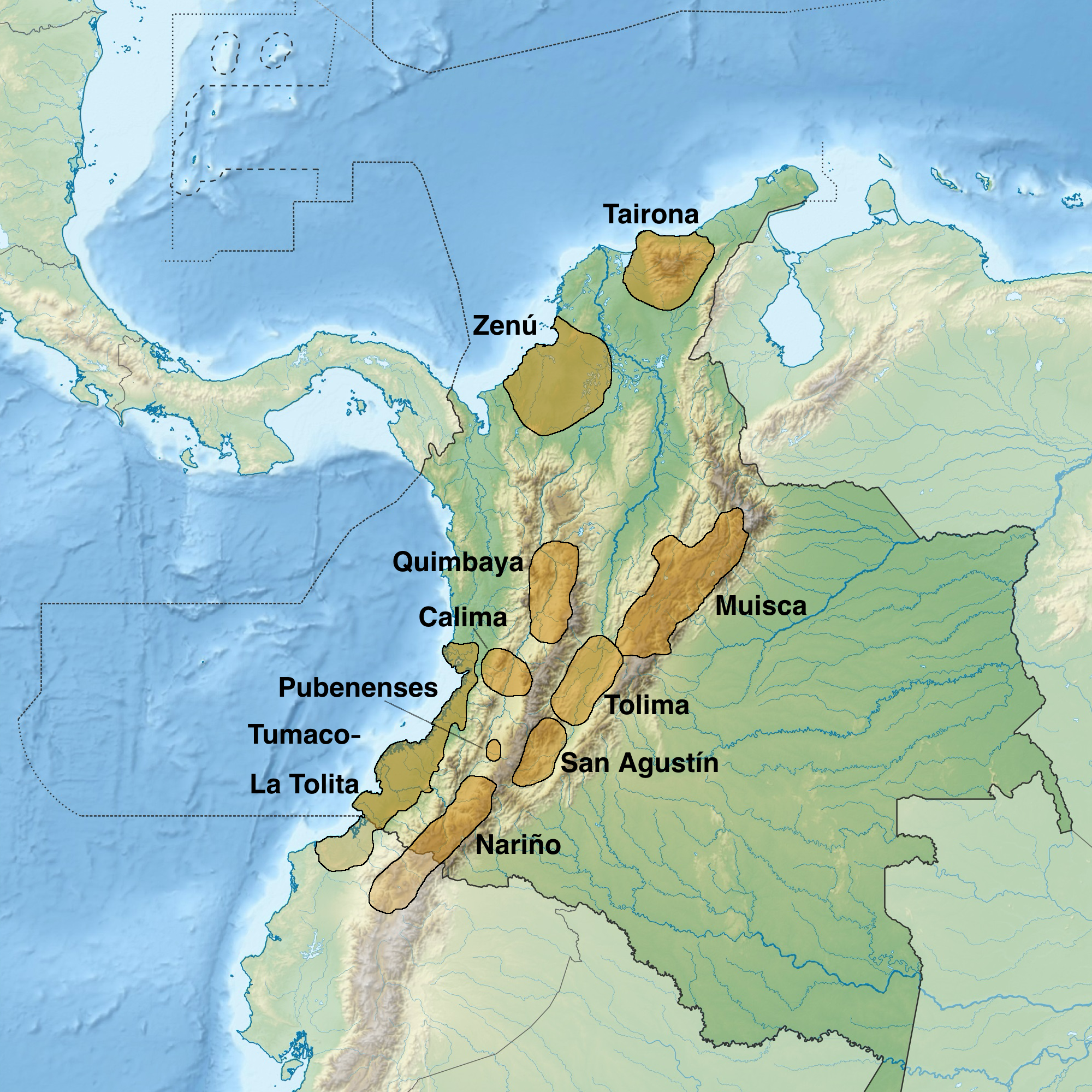
Verbreitungsgebiete der präkolumbischen Kulturen Kolumbiens

Die Kultur erstreckte sich im Departamentado del Valle del Cauca nord- und nordwestlich von Cali über die Einzugsgebiete der zum Pazifik entwässernden Flüsse Río Calima, Río San Juan und Río Dagua. Ihr Kerngebiet umfasste rund 50 Quadratkilometer. Die Höhenlagen bewegen sich zwischen 1000 und 2500 Meter über Meereshöhe.

## Zeitlicher Rahmen
Zur besseren Auflösung der kulturgeschichtlichen Gegebenheiten wurde die Calima-Kultur in vier Phasen unterteilt (von jung nach alt):
- Malagana-Phase – ab 1600 n. Chr.
- Sonso-Phase – 200 n. Chr. bis spanische Eroberung im 16. Jahrhundert – Periode regionaler Entwicklung
- Yotoco-Phase – 100 v. Chr. bis 1200 n. Chr. – ausgehende Formative Periode und frühe Periode regionaler Entwicklung (Clásico Regional)
- Ilama-Phase – 1600 bis 200/100 v. Chr. – Teil der Formativen Periode

### Ilama-Phase

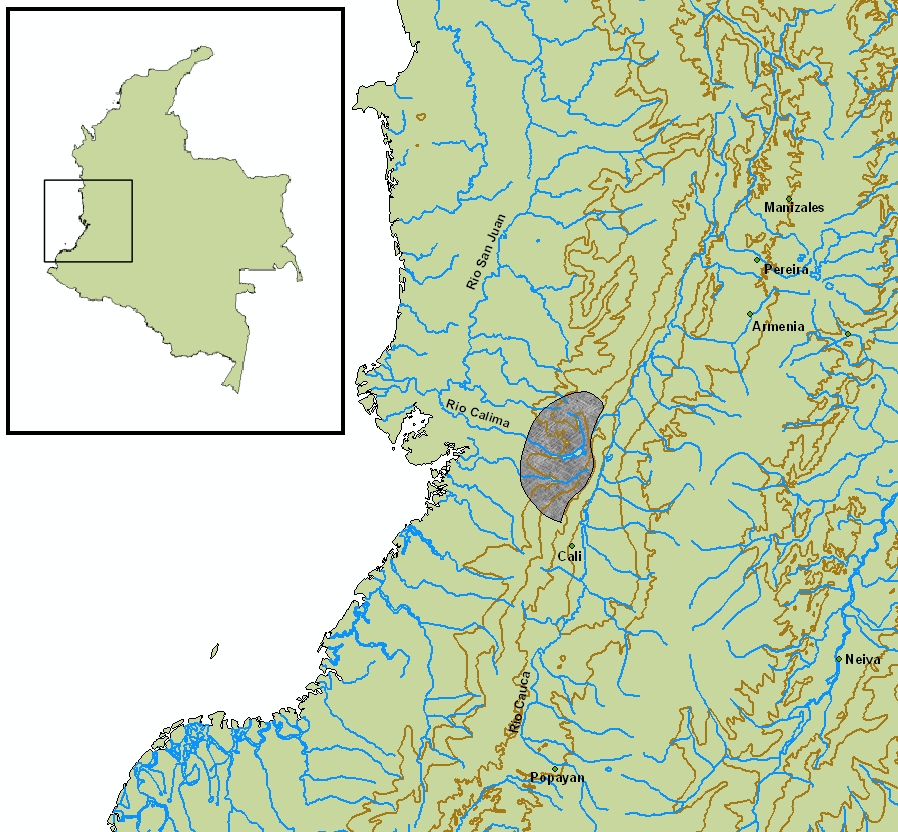
Verbreitungsgebiet der Ilama-Phase

Die Ilama-Phase, die oft auch als eigene Kulturstufe angesehen wird (Ilama-Kultur), nahm ihre ersten Anfänge um 1600/1500 v. Chr. am Oberlauf des Río Calima. Gegenüber ihren Vorläufern, die zwischen 7050 und 2050 v. Chr. dieselbe Region bewohnten, war die Ilama-Kultur grundverschieden und es wird daher ein exogener Ursprung angenommen. Rodriguez-Flórez u. a. (2013) vermuten, dass die Vorfahren der Ilama-Kultur aus dem Nordwesten im Zeitraum 4050 bis 2050 v. Chr. zugewandert waren.
Aufgrund der Boden-Azidität sind nur wenige Skelettfunde zu verzeichnen und somit ist es sehr schwierig, sich ein Bild über die Kulturträger selbst zu machen. Übrig geblieben sind Keramikreste, die in den Fundstätten El Topacio und El Pital angetroffen wurden. Wie Ausgrabungen bestätigen, errichteten die Menschen der Ilama-Phase ihre Behausungen vorwiegend auf Höhenrücken oberhalb von Flussläufen und Quellen. Die um das Jahr 1000 v. Chr. bereits sehr zahlreichen, aber verstreut liegenden Ansiedlungen bildeten in der Regel recht konzentrierte, ländliche Dorfgemeinschaften. Besiedelt wurden nicht nur die niederschlagsreichen Abhänge an der Cordillera Occidental in Richtung Pazifik, sondern auch das tiefer gelegene, trockenere und wärmere Cauca-Tal. Während der Ilama-Phase lassen die Siedlungsstrukturen jedoch noch keinen Konzentrationsprozess erkennen, der auf eine Art gesellschaftspolitischer Zentralisierung hindeuten würde.

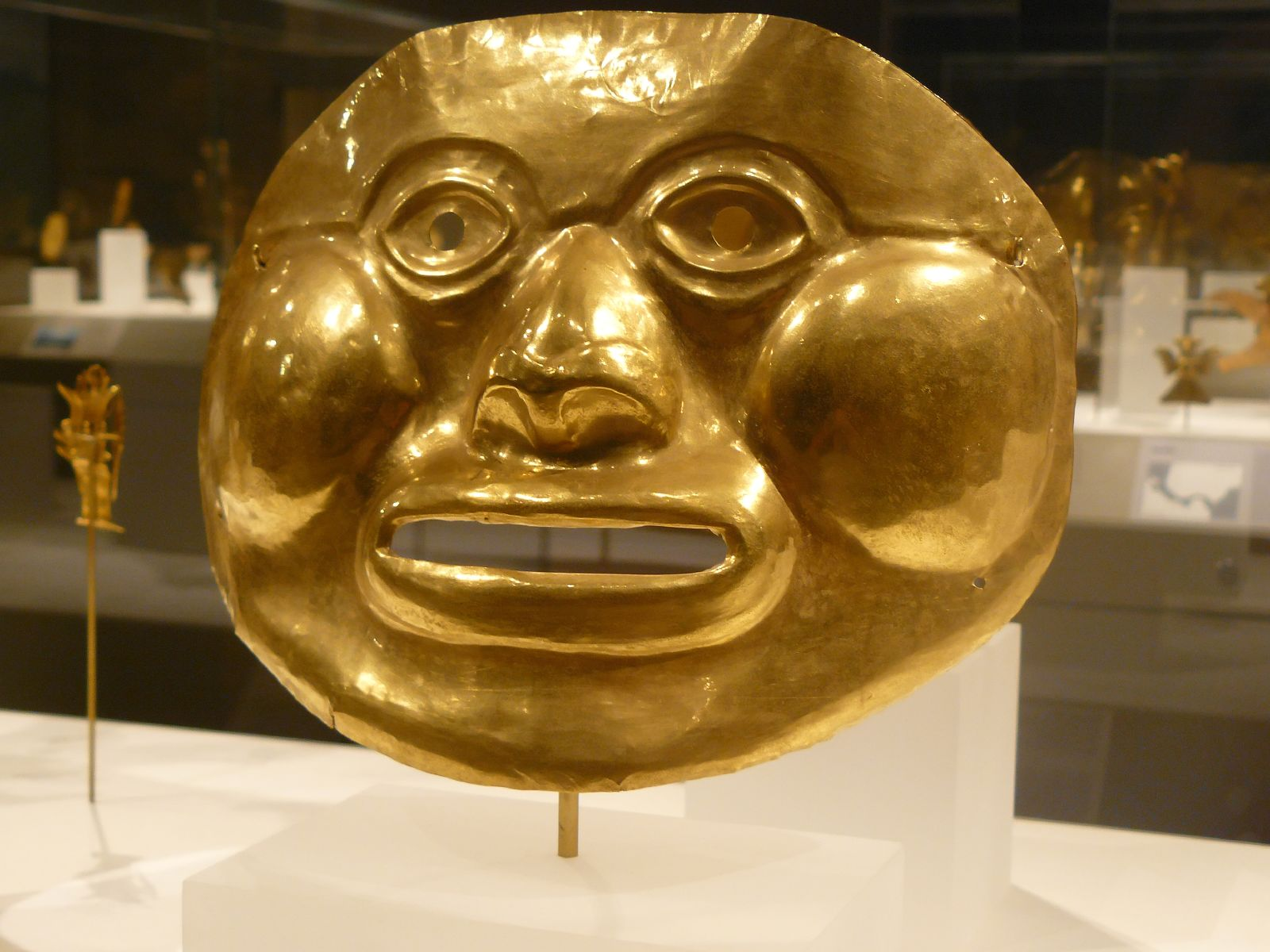
Goldene Begräbnismaske der Ilama-Kultur, 5. bis 1. Jahrhundert v. Chr.

Lebensgrundlage der Ilama-Phase war vorrangig der Ackerbau, der durch Sammeln und Jagd ergänzt wurde. Angebaut wurden vorwiegend Mais, Maniok, Gartenbohne sowie verschiedene Gemüsesorten. Alte Felder wurden nach Erschöpfung des Bodens aufgegeben und es wurden dann neue Anbauflächen kultiviert.
Die Töpferei nahm in der Ilama-Phase eine herausragende Stellung ein. Die Keramik wurde mit Ritzmustern und Aufsätzen verziert; mit roten und schwarzen, auf pflanzlicher Basis hergestellten Farben wurden geometrische Muster aufgemalt. Figürlich dargestellt sind oft mythische Wesen aus der Ilama-Kosmologie oder Tiere wie Jaguar, Schlange, Krokodil und Fledermaus. Besonders schöne Stücke stammen aus Gräbern, die als Schacht- oder Kammergräber unterirdisch angelegt waren, jedoch an der Oberfläche nicht zu erkennen waren.
Die Toten waren in der Nähe der Behausungen bestattet worden, manchmal auch in ihrem Inneren. Die rechteckigen, 1,5 bis 2 Meter tiefen Schächte wiesen eine Seitenkammer auf, in welcher die Verstorbenen in ausgestreckter Lage mit seitlich verdrehtem Kopf beigesetzt wurden. Als Grabbeigaben fungierten zahlreiche Vasen und andere Keramikgegenstände.
In der Metallverarbeitung waren die Ilama-Schmiede mit den grundlegenden Schmelzverfahren vertraut und kannten auch das Treiben von Werkstücken und Reliefgravuren. Sie benutzten Gold und Kupfer und deren Legierungen wie z. B. Tumbaga. Hergestellt wurden vorwiegend Ritualgegenstände wie beispielsweise Masken, ferner Halsketten (mit z. B. Kettengliedern aus Mensch-Tier-Mischwesen, Kombination Mensch-Krokodil) und Brustplatten. Die Goldverarbeitung begann gegen Ende der Ilama-Phase. Im Vergleich zu späteren Abschnitten der Calima-Kultur sind die Fundstücke aber noch relativ selten, obschon sie die recht spärlichen Funde im Tierradentro und der San-Agustín-Kultur bei weitem übertreffen.

### Yotoco-Phase

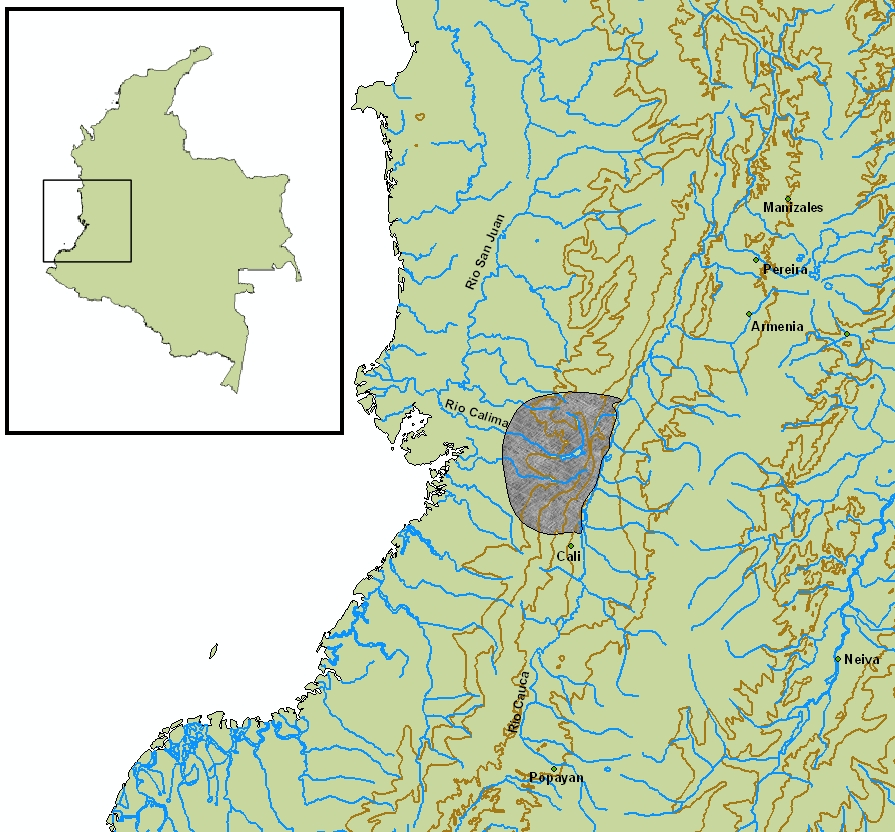
Verbreitungsgebiet der Yotoco-Phase

Die Yotoco-Phase bzw. Yotoco-Kultur folgte im 1. Jahrhundert v. Chr. auf die Ilama-Phase und stellt deren Fortentwicklung dar. Ab dem 3. Jahrhundert kam es zu einer Koexistenz mit der parallel sich entwickelnden Sonso-Kultur. Ab dem 6. Jahrhundert erlebte die Yotoco-Kultur einen starken Niedergang und – bedingt durch das Eindringen neuer Stämme – verfiel schließlich im 13. Jahrhundert.
Das Verbreitungsgebiet der Yotoco-Kultur war nahezu identisch mit dem der Ilama-Phase, geringfügige Erweiterungen erfolgten in Richtung Pazifikküste und in größere Höhenlagen der Kordillere. Die Siedlungsformen aus der Ilama-Phase wurden praktisch übernommen, einzige Neuerung war der Bau von Terrassen. Die häufigen Rodungen lassen auf einen Anstieg der Bevölkerung schließen. Auch im Ackerbau herrschte Kontinuität und es wurden dieselben Fruchtpflanzen angebaut, hinzu traten Arakacha, Annatto und Kalebassen. Die Ausbreitung in tiefere Lagen brachte eine neue Anbautechnik hervor (die so genannte Waru-Waru-Technik), die zum Schutz vor Überschwemmungen aus einem System von Entwässerungskanälen und Hochbeeten bestand.
Die Yotoco-Phase besticht durch ihre Keramik. Hergestellt wurden Vasen, Schüsseln, Teller, Töpfe, Kasserollen, Trinkbecher, Kantharoi, Bügelgefäße und Urnen. Bei der Dekoration wurden dieselben Verfahren wie in der Ilama-Phase eingesetzt. Bemerkenswert sind die anthropomorphen und zoomorphen Vasen. Die vielfachen Funde von Mischwesenfiguren mit Raubtierfängen oder so genanntem Alter Ego sowie geometrisch ausgeführte Masken bekunden überdies eine enge Verwandtschaft mit der San-Agustín-Kultur und der Tumaco-La-Tolita-Kultur.

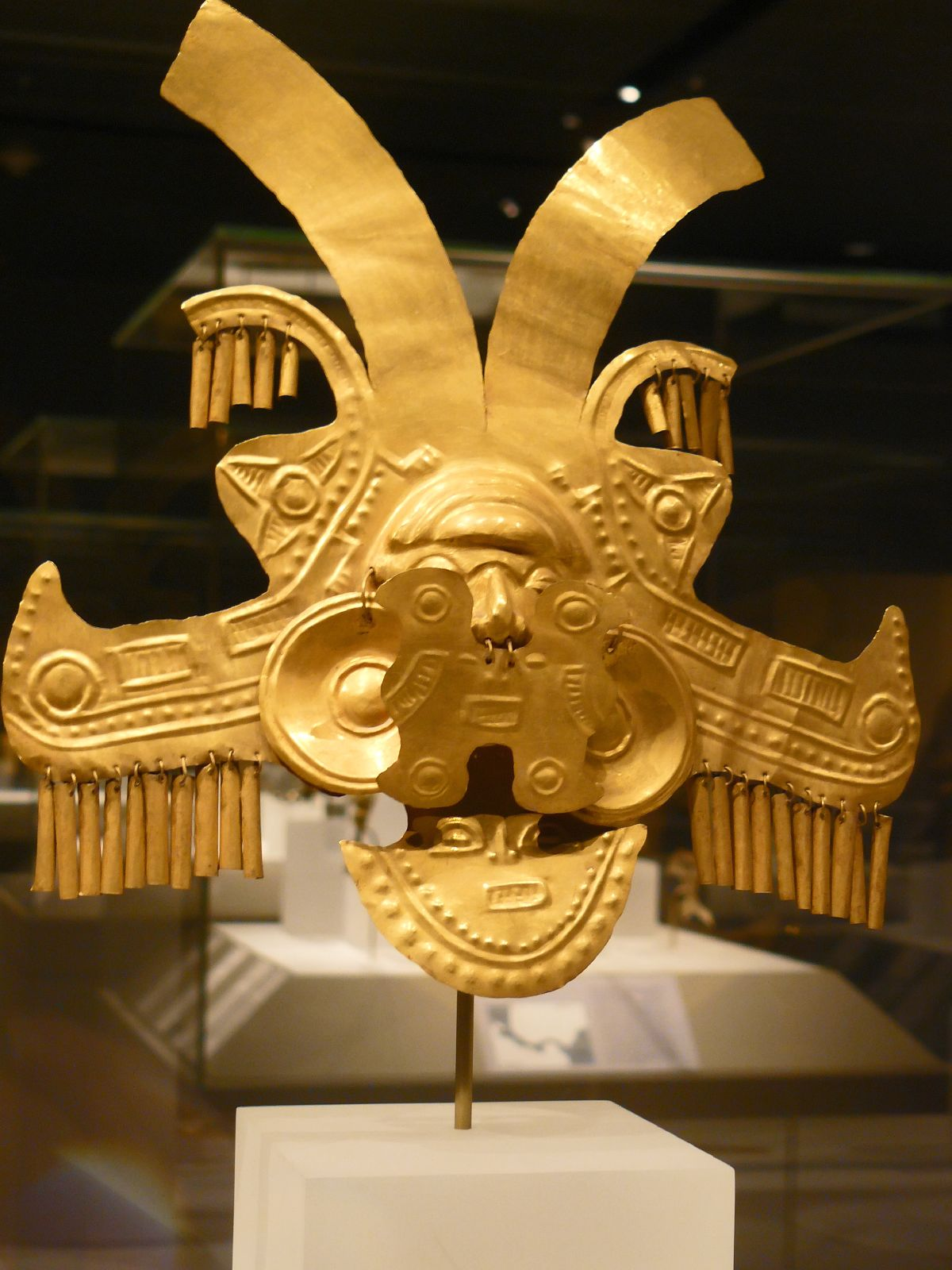
Goldener Kopfschmuck der Yotoco-Kultur, 1. bis 7. Jahrhundert n. Chr. Dargestellt ist ein kosmologisches Mischwesen Mensch-Krokodil-Vogel

Auch die Metallverarbeitung stellt eine Fortsetzung der Ilama-Tradition dar. Bearbeitungsmethoden waren Treiben und Hohlprägen, da vorwiegend Goldbleche verwendet wurden. Die Bleche wurden oft rund zugeschnitten und dann mit verschiedenen Motiven versehen. Unter den aus Gold und Tumbaga hergestellten Objekten fanden sich Figurinen, Diademe, Ohrringe, Nasenschmuck, (anthropomorphe) Brustplatten, Armbänder und Armreifen, Zangen sowie Masken. Mit dem Wachsausschmelzverfahren wurden z. B. sehr aufwendige Masken und Anhänger hergestellt. Die Technik der Granulation fand ihre Anwendung bei Halsketten und deren Kettengliedern, Ringen und Würfeln.
Die Grabanlagen waren wie in der Ilama-Phase und in der Tumaco-La-Tolita-Kultur unterirdisch, zeigten aber wesentlich reichere Grabbeigaben, insbesondere fein gearbeitete Kunstgegenstände aus Gold sowie persönlichen Schmuck, Waffen und anderes Gerät. Die Funde ähneln sehr den Beschreibungen aus dem 16. Jahrhundert vom Prunk damaliger Stammesfürsten (Kaziken) und belegen somit den Machtzuwachs der Yotoco-Herrscher.
Die Zeitspanne 500 bis 800 n. Chr. brachte große gesellschaftliche Umbrüche mit sich, die sich durch neue Stilrichtungen in Keramik und Metallverarbeitung bemerkbar machen.

### Sonso-Phase

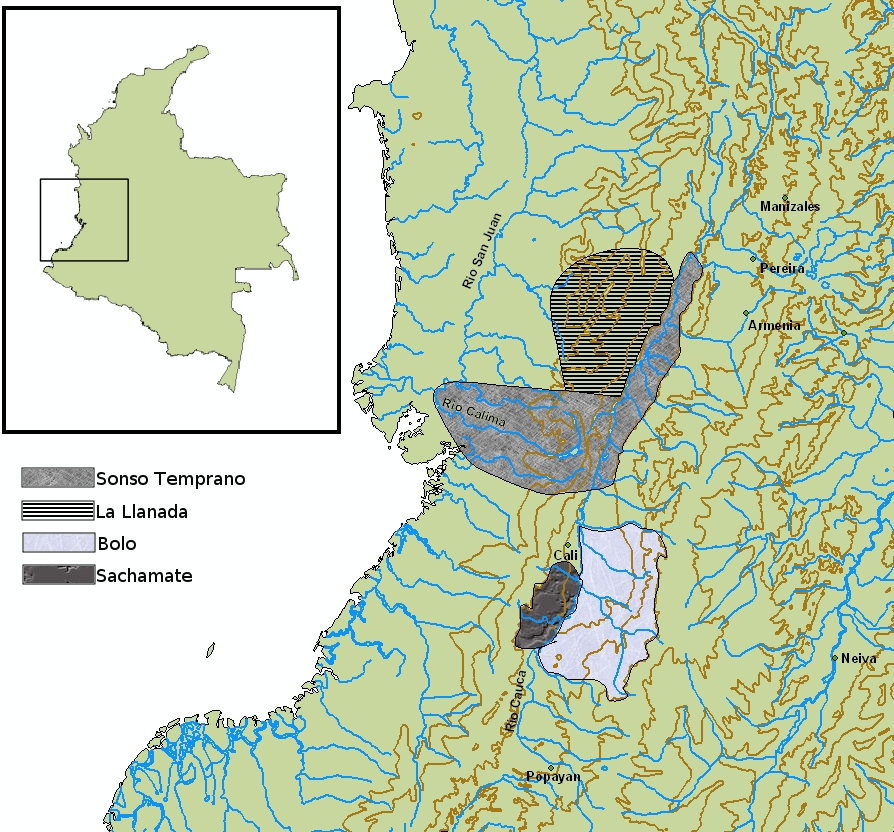
Verbreitungsgebiet der Frühphase der Sonso-Kultur (Sonso Temprano)

Das Frühstadium der Sonso-Phase (span. Sonso Temprano) setzte um 500 n. Chr. ein und dauerte bis 1200 n. Chr. Die Spätphase (Sonso Tardio) endete mit der Eroberung durch die Spanier 1535. Das Verbreitungsgebiet der Sonso-Phase hatte sich gegenüber seinen Vorgängern vergrößert, einerseits weiter flussabwärts am Río Calima bis zur Einmündung des Río San Juan, andererseits im Tal des Río Cauca zwischen Amaime und der Mündung des Río La Vieja.
Die Sonso-Phase zeigt weder im kulturellen noch im anatomischen Kontext Kontinuität mit der Ilama- und Yotoco-Kultur. Zahnvergleiche belegen den fundamentalen Unterschied der beiden Kulturen. Es wird angenommen, dass die Kulturträger der Sonso-Phase im Zeitraum 50 v. Chr. und 450 n. Chr. aus Süden zuwanderten.
Die Kunstgegenstände der Sonso-Kultur, die ab 500 n. Chr. allmählich die Yocoto-Kultur zu ersetzen begann, waren in ihrer Ausführung von geringerem handwerklichen Niveau und wesentlich weniger ikonographisch. Es ist gut möglich, dass Goldschmuck nun nicht mehr nur der Oberschicht vorbehalten war.
Auch gingen während der Sonso-Phase die extrem reichhaltigen Bestattungen der Yotoco-Phase drastisch zurück. Dafür entstanden jetzt Friedhöfe, die an den Abhängen unterhalb der Siedlungen angelegt wurden. Die in Decken gehüllten und mit Stricken an der Grabkammer befestigten Verstorbenen wurden mit dem Kopf in Ostrichtung beigesetzt. Die Schächte lagen mit 4 bis 6 Meter wesentlich tiefer und bestanden aus einer frontalen Kammer, von der mehrere Seitennischen abzweigten. Kinder wurden oft in Urnen zweitbestattet. Nur in sehr wenigen Fällen wurden Holzsarkophage angetroffen.

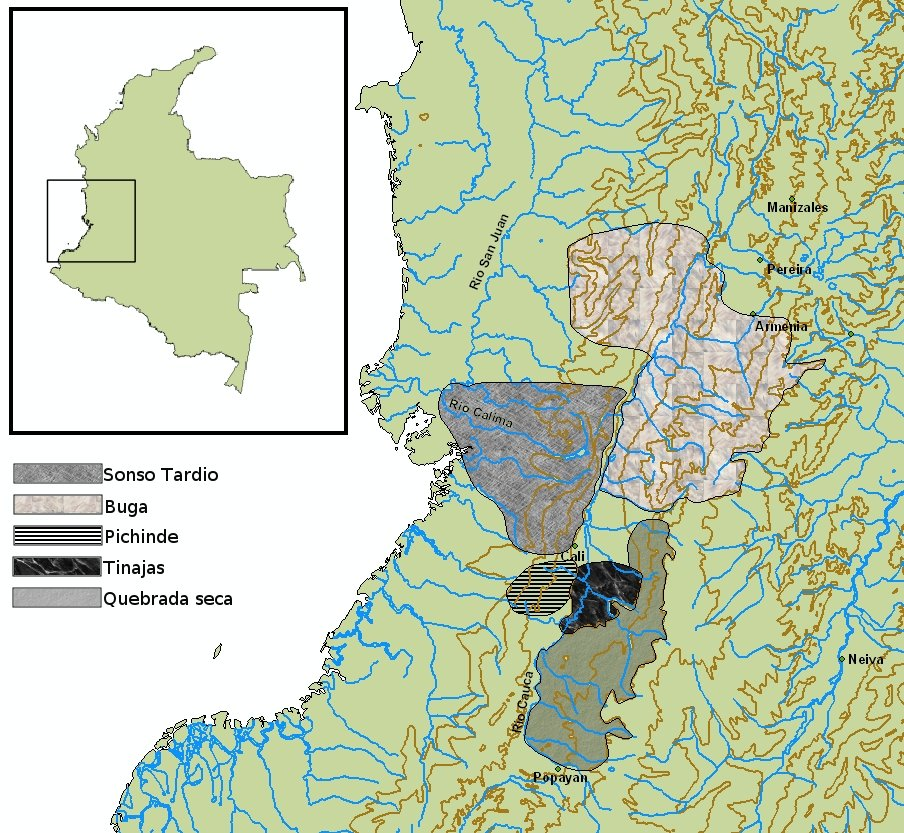
Verbreitungsgebiet der Spätphase der Sonso-Kultur (Sonso Tardio)